# Andrea Vasa

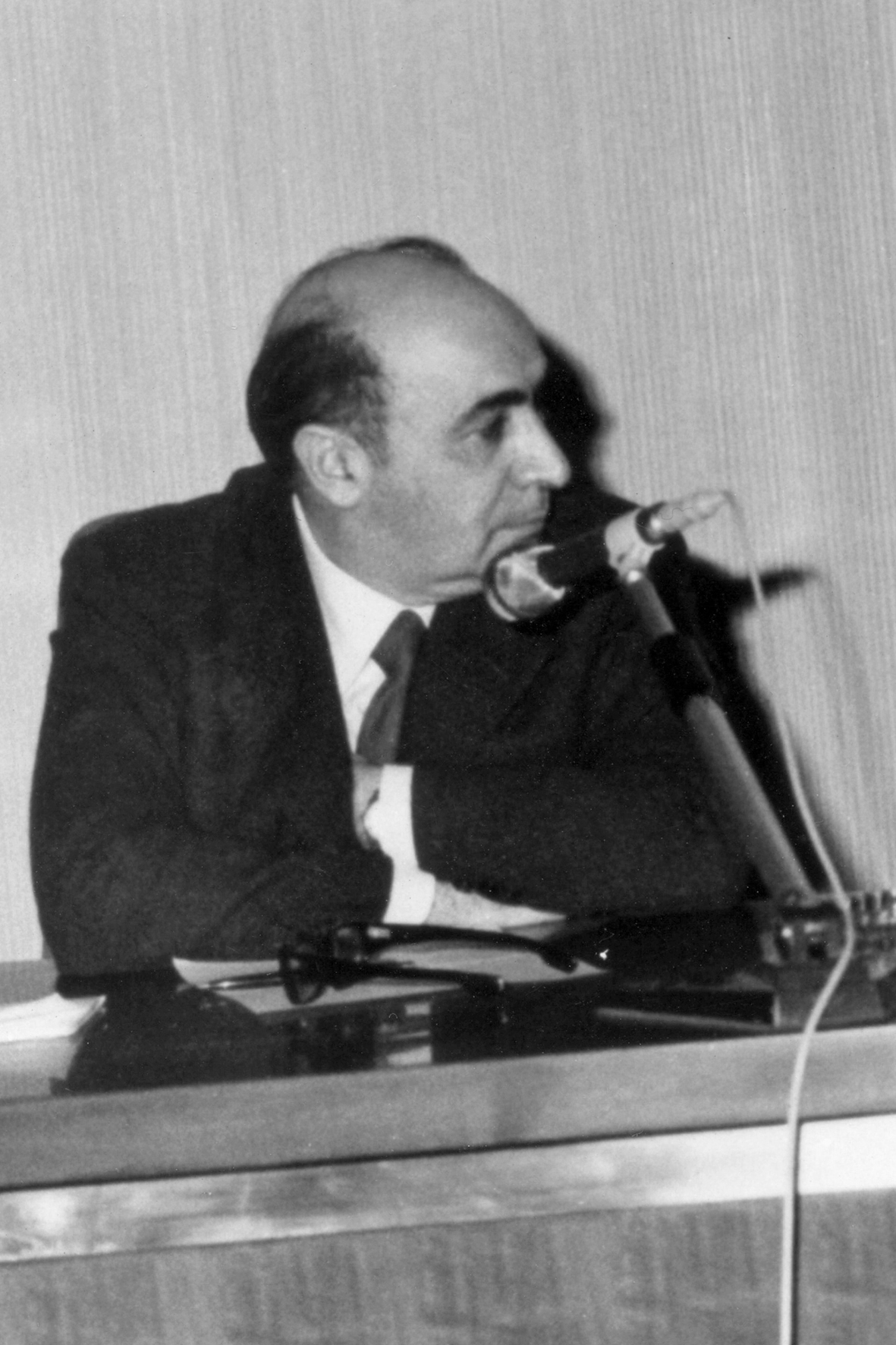
Andrea Vasa - Società Filosofica Italiana - Congresso Nazionale - L'Aquila 1973

Andrea Vasa (Aggius, 8 febbraio 1914 – Firenze, 8 marzo 1980) è stato un filosofo italiano.

## Biografia
Andrea Vasa nacque ad Aggius, paese della Gallura di forte e suggestivo paesaggio e di forti vicende. Compiuti in anticipo gli studi secondari, andò a studiare Filosofia all’Università Cattolica del Sacro Cuore di Milano dove si laureò nel 1936. Insegnò nel Liceo - Ginnasio “Arnaldo” di Brescia dal 1938 al ’43. In quell’anno dovette interrompere l’insegnamento a causa della sua partecipazione alla Resistenza con il gruppo che faceva capo a Ferruccio Parri. Alla fine della guerra riprese l’insegnamento a Milano nel Liceo Classico G. Carducci e poi nel Liceo - Ginnasio Alessandro Manzoni. Nel 1951 ottenne la libera docenza. Dal 1953 al ’57 fu assistente volontario e poi incaricato di Filosofia della religione nell’Università Statale di Milano. Vincitore di un concorso a cattedre di Filosofia teoretica, fu chiamato (1958) all’Università degli Studi di Cagliari e dopo (1959) a quella di Firenze. Si sposò con Giuseppina Brambilla, anch’ella laureata in Filosofia alla Cattolica. Vasa rimase sempre fortemente legato al paese natale. Il Comune di Aggius ne ha conservato la memoria.

## Pensiero filosofico
Negli anni di formazione all’Università Cattolica, Vasa si trovò a partecipare al tentativo condotto da Gustavo Bontadini, di cui era allievo e amico, di superare la contrapposizione tra la neoscolastica e il neoidealismo italiano, comprendendo e assimilando quanto della metafisica hegeliana e cristiana era in questo indirizzo. In questa operazione Vasa prese una sua via personale: abbandonò l’interesse metafisico simpatizzando per l’attualismo gentiliano per quanto esso restituiva all’uomo dignità e responsabilità, mettendone tuttavia in luce l’impossibilità di una fondazione logica. Nacquero così le indagini sulla logica di Hegel che portarono a rilevanti osservazioni critiche riguardo al neoidealismo italiano. Con l’idea che i valori immanenti costituiscono l’orizzonte trascendentale nella prassi razionale ed etica dell’uomo veniva a cadere per Vasa l’opposizione di immanenza e trascendenza.
Nella comune partecipazione alla Resistenza Vasa si legò di amicizia con Mario Dal Pra, filosofo di profonda esperienza religiosa e sociale e innovatore della storiografia filosofica. Tramite lui Vasa entrò in contatto con Antonio Banfi, che rappresentava la Scuola filosofica milanese dell’Università Statale. Nel confronto con il “razionalismo critico” di Banfi, che mirava a chiarire una struttura della ragione nel solco della tradizione kantiana e neokantiana, Vasa pensò ad un razionalismo che andasse oltre ogni struttura presupposta della ragione verso un orizzonte di possibilità non ancora prevedibili. Questo pensiero comportava l’idea della ricerca di una logica della possibilità. Si pose così quella proposta filosofica detta “trascendentalismo della prassi”, che era radicalmente critica e programmaticamente aperta, e che venne difesa da Dal Pra e da Vasa, sia nella «Rivista di storia della filosofia» fondata (con altri) da Dal Pra nel 1946, sia nei Congressi della “Società filosofica italiana” rinata dopo lo scioglimento imposto dall’autorità fascista. Il “trascendentalismo della prassi” era contrapposto al "teoricismo", inteso come il carattere di tutte le filosofie che presuppongono un principio di datità del reale e del valore, cioè di tutte le filosofie metafisiche. Il trascendentalismo della prassi non voleva essere una teoria, ma un atteggiamento pratico possibile, effettivo, che riconosceva la temporalità della prassi e ne rivendicava la libertà e la responsabillità. La proposta del trascendentalismo della prassi, che era immediatamente critica del pensiero di Benedetto Croce e di Giovanni Gentile, ma che investiva tutti gli indirizzi contemporanei, fu il modo più radicale del domandarsi, in Italia, dopo la catastrofe della guerra, sul significato della filosofia e della storia della filosofia. La «Rivista di storia della filosofia» costituì il contatto con il movimento detto “neoilluminismo”, che, animato da Nicola Abbagnano, avendo come centro Torino, collegava e confrontava in convegni periodici i nuovi indirizzi metodologici e antimetafisici.
Affermatisi in Italia gli indirizzi della fenomenologia trascendentale, della filosofia analitica e del neoempirismo, Vasa, con il suo metodo, caratterizzato dall’apertura e dalla tensione critica ad un continuo “andar oltre”, diede di essi interpretazioni originali in numerosi studi e nei corsi universitari. La sua ricerca, ora caratterizzata come “razionalismo della prassi”, continuò a mettere in discussione ogni naturalismo limitativo della libertà dell'uomo. Vasa confermò così l’idea di una “via negativa alla filosofia” a cui siamo costretti in mancanza di principi universali oggettivi o di autorità universali nella prassi. Questa negazione confuta la tematizzazione ingenua del mondo, mette fra parentesi la tradizione, toglie l’unicità di senso al nostro rapporto con la realtà e, aprendo la ricerca alla prospettiva di generalizzazioni nuove, risponde al bisogno dell'uomo di costruirsi e perseguire finalità proprie.
Per influenza dell’amico Ludovico Geymonat, e in discussione con lui, Vasa vide concretamente nelle scienze in sviluppo l’orizzonte effettivo delle possibilità razionali, pertanto si cimentò nella comprensione di esse attraverso l’epistemologia e la logica. Egli esaminò: il moderno formalismo logico-matematico di Bertrand Russell; l’analisi del linguaggio (formale ed ordinario) di Ludwig Wittgenstein; il convenzionalismo logico e linguistico che egli coglieva nel neoempirismo di Rudolf Carnap e nella discussione di Willard Van Orman Quine sull’ontologia; lo stesso svolgimento dell’epistemologia dagli inizi col Circolo di Vienna ai successivi sviluppi autocritici e “liberali”; le rivoluzioni concettuali delle scienze. Erano tutti problemi che avevano all’origine e segnalavano una crisi del fondamento. Vasa volle chiarirli leggendovi «la sollecitazione a porre fra parentesi ad aggredire o a variare all’infinito ogni “conoscenza” di spazi e tempi, di atomi, masse e cause naturali». La ricerca di Vasa manteneva così l’etica dei fini umani; la logica era anche logica della speranza; la filosofia ritrovava il senso originario di “amore della saggezza”.

## Opere
- Il problema della ragione, Bocca, Milano 1951.
- Ricerche sul razionalismo della prassi, Sansoni, Firenze 1957.
- Logica, scienza e prassi, La Nuova Italia, Firenze 1980.
- Logica, religione e filosofia. Saggi filosofici (1953-1980), Introduzione di M. Dal Pra, Franco Angeli, Milano 1983.
- Logica, scienze della natura e mondo della vita. Lezioni 1978-1980, (a cura di L. Handjaras e A. Marinotti), Franco Angeli, Milano 1986.
- Poeti di Aggius. Michele Andrea Tortu, Michele Pisanu (Antologia di Salvatore Lepori con prefazione, traduzione e note di A. Vasa), Nota introduttiva di Giovanni Pirodda, Istituto Superiore Regionale Etnografico, Nuoro 1990.
- Mario Dal Pra, Andrea Vasa, Il Trascendentalismo della prassi, la filosofia della Resistenza, a cura di Maria Grazia Sandrini, Mimesis / Centro Internazionale Insubrico, Milano 2017.